# Dystrykt Laas Caanood
Dystrykt Laas Caanood (som. Degmada Laascaanood) – jeden z czterech dystryktów regionu Sool w Khaatumo. Dystrykt ten znajduje się w północno-zachodniej części kraju, na terenie nieuznawanego przez społeczność międzynarodową Khaatumou. Stolicą dystryktu jest miasto Laas Caanood.